# Wołoszyn

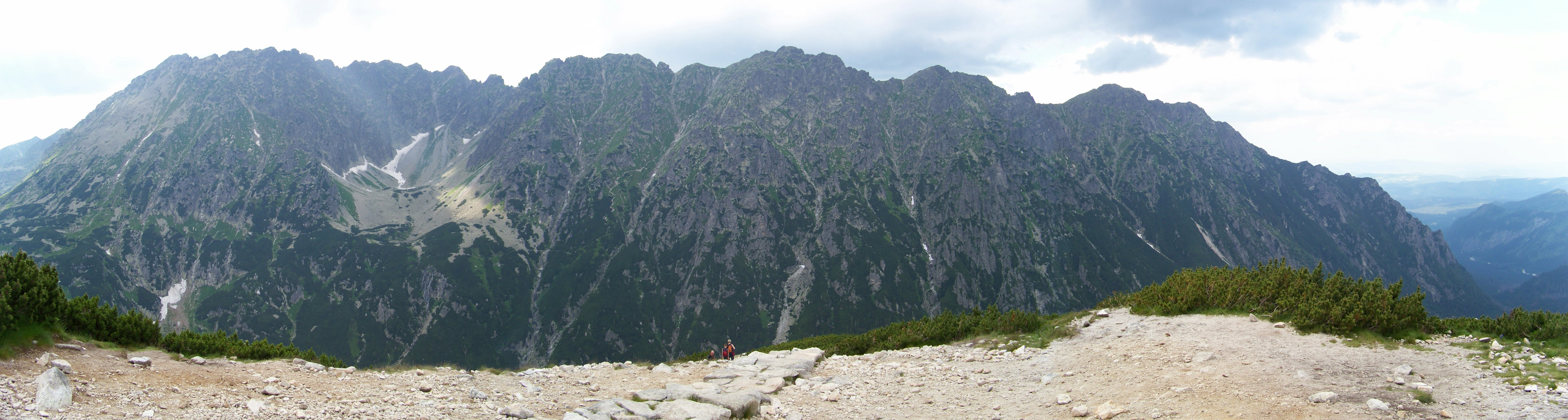
Panorama Granatów, Buczynowych Turni i Wołoszyna z okolic Świstowej Czuby

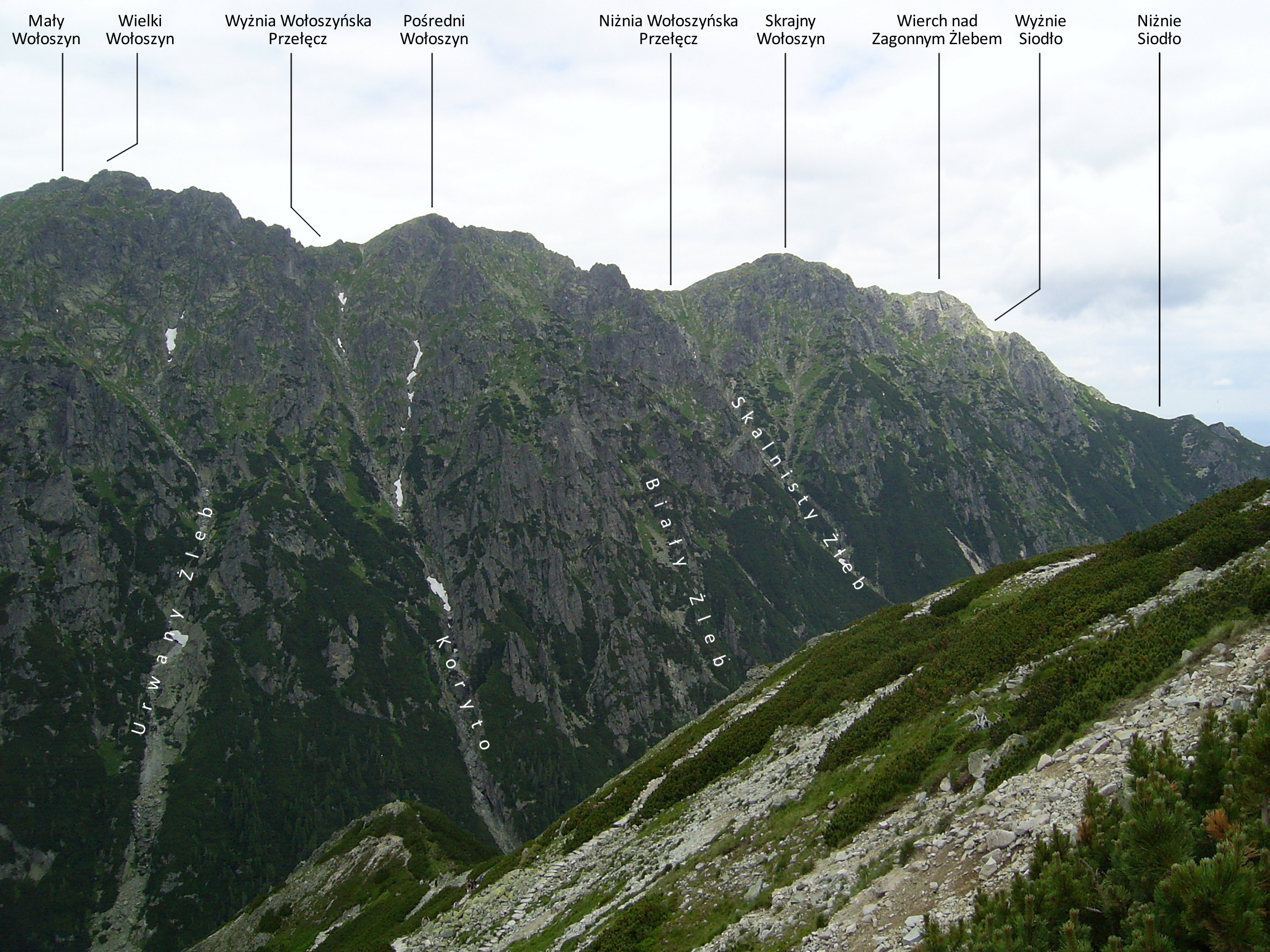
Masyw Wołoszyna ze Świstowej Czuby: Wielki Wołoszyn, Pośredni Wołoszyn, Skrajny Wołoszyn, Wierch nad Zagonnym Żlebem

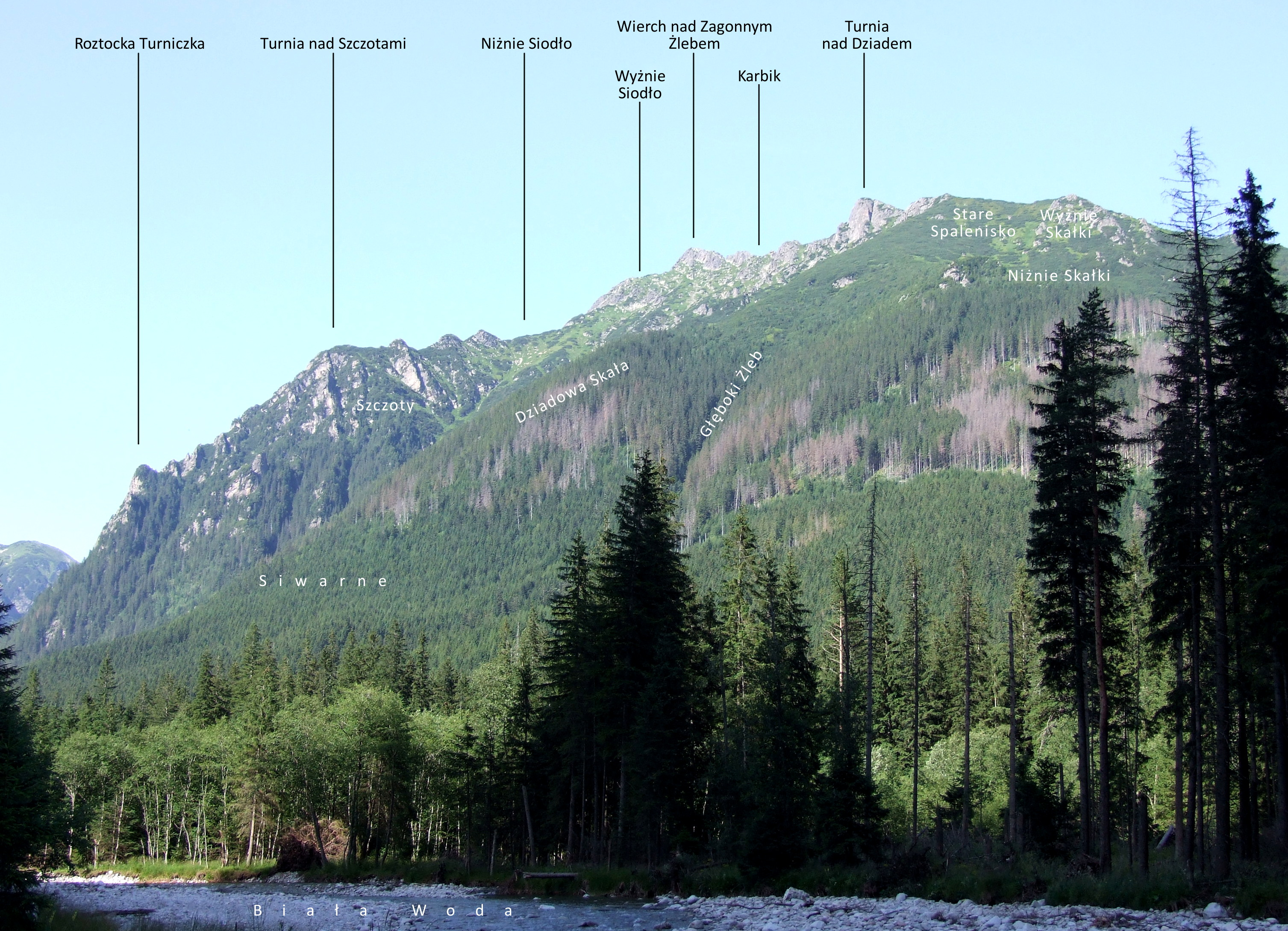
Dolna część grzbietu i odchodząca od niej odnoga z Turnią nad Szczotami

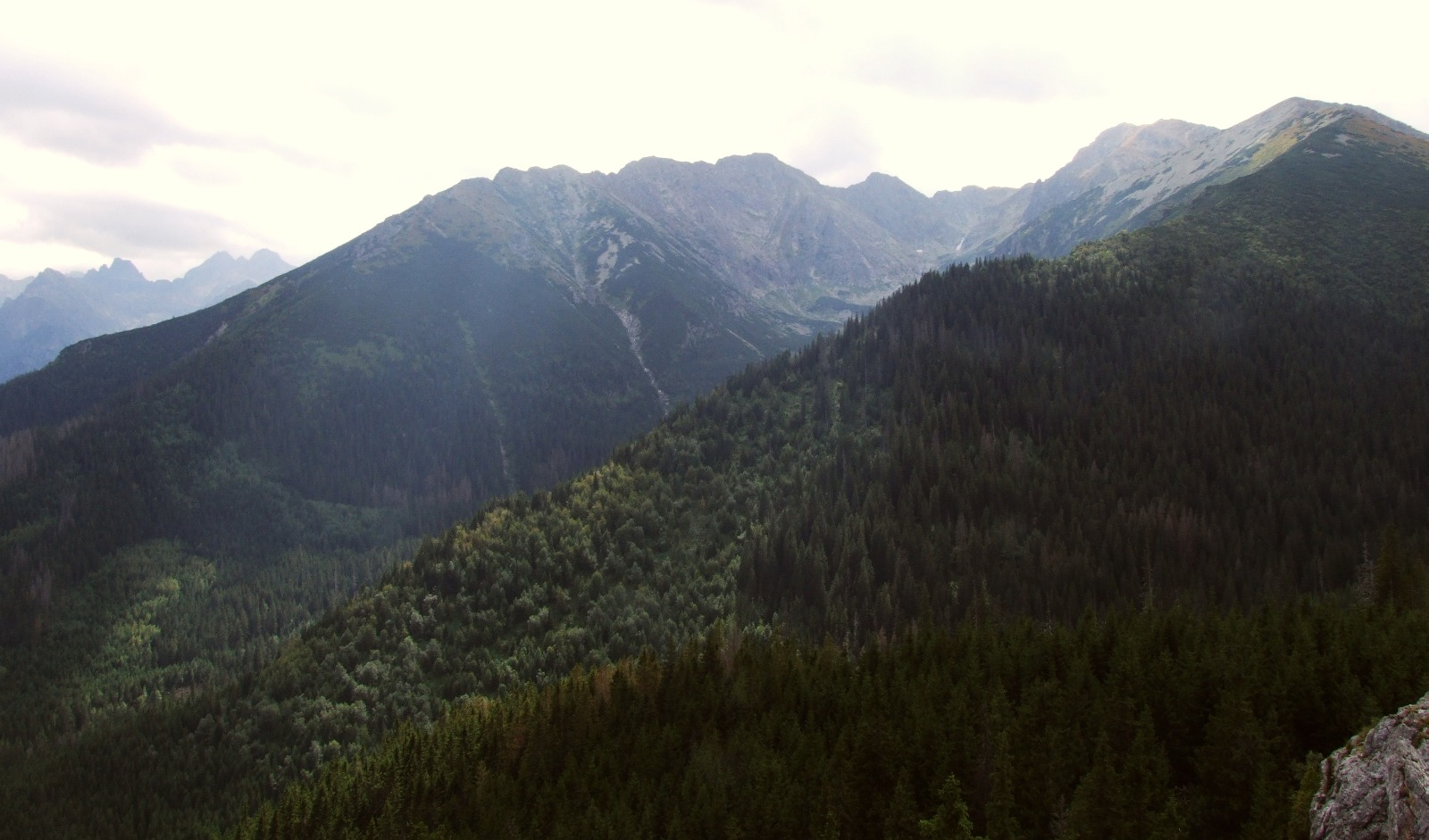
Wołoszyn widziany z Gęsiej Szyi, po prawej masyw Koszystej

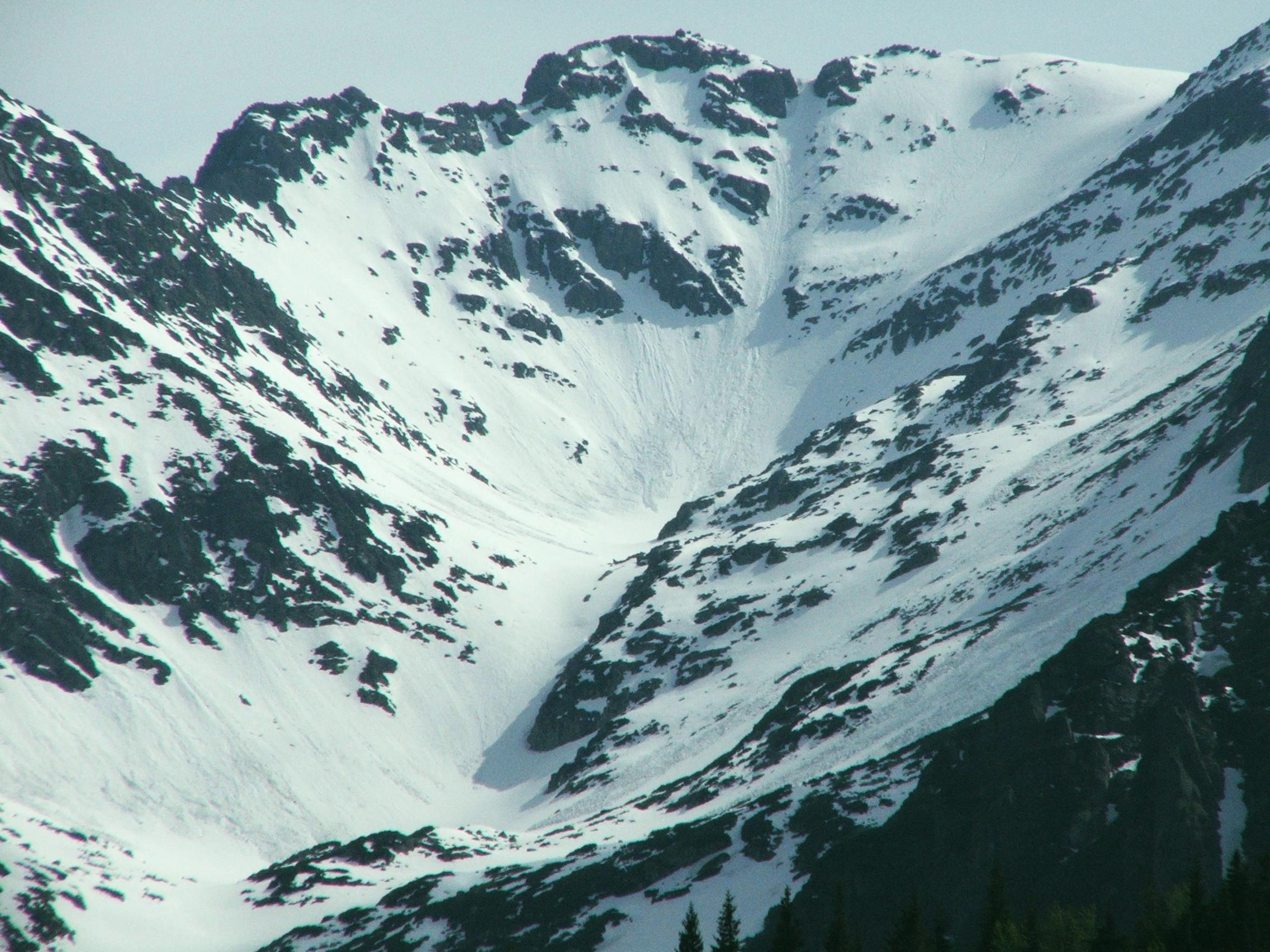
Od lewej: Wyżnia Wołoszyńska Przełęcz, Wielki i Mały Wołoszyn, Krzyżne i stoki Koszystej, pomiędzy nimi: Dolina Waksmundzka – widok z Gęsiej Szyi

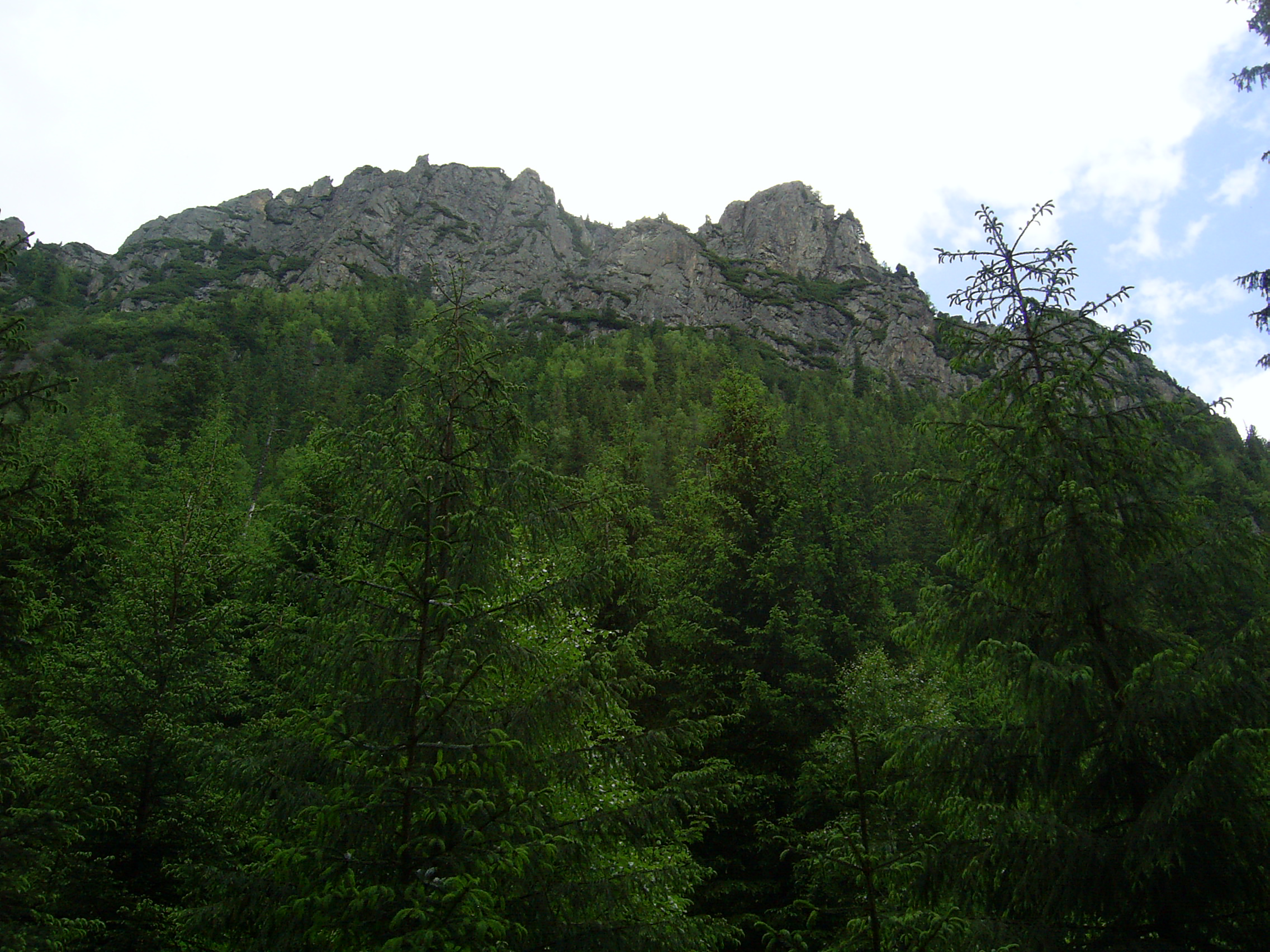
Turnia nad Szczotami z Doliny Roztoki

Wołoszyn (niem. Walachenkopf, słow. 'Woloszyn, węg. Woľoszyn) – potężny grzbiet w Tatrach Wysokich, rozdzielający Dolinę Waksmundzką od Doliny Roztoki. W regionie przełęczy Krzyżne łączy się z masywem Koszystej, stanowiącym drugą z końcowych odnóg wschodniej grani Świnicy.

## Przebieg grani
Grań zaczyna się od połączenia z masywem Koszystej w regionie Krzyżnego. Zwornikiem nie jest sama przełęcz, lecz trawiasta równinka nieco na wschód od siodła. Najbliższymi wierzchołkami sąsiadującymi z Wołoszynem są Kopa nad Krzyżnem i Waksmundzki Wierch.
Wołoszyn ma kilka kulminacji oddzielonych płytkimi przełęczami, w kierunku od Krzyżnego są to:
- Mały Wołoszyn – 2144 m
- Wołoszyńska Szczerbina – 2141 m, miejsce schodzenia niebezpiecznych lawin. W kierunku Doliny Roztoki odchodzi od niej Żleb pod Krzyżnem.
- Wielki Wołoszyn – 2151 m, najwyższy wierzchołek masywu. Do Doliny Roztoki opada z niego Urwany Żleb
- Wyżnia Wołoszyńska Przełęcz – 2061 m, w kierunku polany Nowa Roztoka schodzi z niej żleb Koryto
- Pośredni Wołoszyn – 2117 m, wznosi się nad Nową Roztoką, w jego zboczach znajduje się Biały Żleb
- Niżnia Wołoszyńska Przełęcz – 2036 m, w kierunku Doliny Roztoki opada z niej Skalnisty Żleb
- Skrajny Wołoszyn – 2092 m, nad górnym piętrem Hali Wołoszyn, z Ciemnistym Żlebem
- Wierch nad Zagonnym Żlebem – 2037 m. Na wysokości tej kulminacji w kierunku Doliny Roztoki odchodzi grań Zagonnego Wierchu zakończona Turnią nad Szczotami (1741 m), której zbocza zwane Szczotami opadają w kierunku Wodogrzmotów Mickiewicza. Ze zboczy Wierchu nad Zagonnym Żlebem i przełączki oddzielającej go od Skrajnego Wołoszyna schodzą Gaisty Żleb i Szeroki Żleb Wołoszyński
- przełęcz Karbik – 1989 m, w kierunku Wodogrzmotów Mickiewicza opada z niej Zagonny Żleb
- Turnia nad Dziadem – 1901 m. Z jej zboczy opada Siwarny Żleb. W żebrze skalnym pomiędzy Siwarnym a Zagonnym Żlebem wznosi się nad Wodogrzmotami formacja skalna (tzw. fajka) – Dziad[4].

## Opis
Zbocza Wołoszyna widoczne ze szlaku poprowadzonego przez Dolinę Roztoki poprzecinane są nie tylko licznymi lawinowymi żlebami. Wznoszą się z nich także liczne formacje skalne, tzw. Szczoty, liczące od 500 do 700 m wysokości.
We wschodnim zboczu znajdują się dwie jaskinie: Jaskinia Wołoszyńska Niżnia i Jaskinia Wołoszyńska Wyżnia, natomiast w południowo-wschodnim – Dziura nad Nową Roztoką i Dziura nad Roztoką.
Zbocza Wołoszyna porośnięte są do wysokości ok. 1600 m borem limbowym, wyżej rośnie kosodrzewina. W górnych regionach roślinność pooddzielana jest pasami utworzonymi przez lawiny. Na wysokości 2020 m znajduje się tu najwyższe stanowisko limby w polskich Tatrach. W uroczysku Sywarne rośnie ok. 30 starych modrzewi.
Wołoszyn to ostoja niedźwiedzi (w zboczach znajdują się ich gawry), kozic i świstaków tatrzańskich. Pod względem przyrodniczym jest to jeden z cenniejszych masywów tatrzańskich. Starania Polskiego Towarzystwa Tatrzańskiego doprowadziły do objęcia go rezerwatem przyrody już w 1936. Z rzadkich w Polsce gatunków roślin występuje sosna drzewokosa, obserwowano też wielosiła błękitnego, ale najprawdopodobniej był on pochodzenia synantropijnego.
Najłatwiejsza droga zimą prowadzi na Wołoszyn od Krzyżnego. Wszystkie stoki masywu są bardzo narażone na lawiny. Widok ze szczytu jest rozleglejszy niż z Krzyżnego.

## Historia
Nazwa Wołoszyna (Wołosczynska) pojawia się w nadaniu królewskim Władysława IV z 1637 r. Przypuszcza się, że nazwa Wołoszyn pochodzi od pasterzy wołoskich. Po raz pierwszy w literaturze grzbiet był wymieniany na początku XIX wieku. Christian Genersich w 1807 wspominał o szczycie Volossin, zaś Stanisław Staszic w 1811 r. o Wołoszyni gorze (pojęcie to rozciągał na całą grań od Świnicy poprzez Kozi Wierch, Granaty i Buczynowe Turnie). W 1883 Aleksander Świętochowski pisał: Niepodobna przejść obojętnie obok uroczego Wołoszyna. Szczyt był ulubionym wierzchołkiem Andrzeja Struga, który był na nim dziewięć razy.
Ks. Walenty Gadowski (pomysłodawca Orlej Perci) w kształcie Wołoszyna dopatrzył się podobieństwa do dwugarbnego wielbłąda i wprowadził inne nazwy w masywie Wołoszyna: Szyja Wielbłąda, Siodło Wielbłąda, Przedni Garb i Zadni Garb. Nazwy te jednak nie przyjęły się.
Na zboczach Wołoszyna wypasano dawniej owce, okoliczne tereny należały do Hali Wołoszyńskiej. Urwiste stoki od strony Doliny Roztoki były miejscem uczęszczanym przez kłusowników, polujących na kozice i świstaki, a nawet niedźwiedzie.
Pierwsze odnotowane wejście turystyczne: ks. Eugeniusz Janota, Maksymilian Nowicki i przewodnik Maciej Sieczka 16 sierpnia 1867. Prawdopodobnie na Wołoszyn od strony Rusinowej Polany zimą, 28 lutego 1867 r. podeszli dwaj zakopiańczycy (możliwe, że kłusownicy), ale nie ma dokładniejszych danych o tym wejściu. Odnotowane pierwsze turystyczne wejście zimowe: Mieczysław Karłowicz, Roman Kordys 25 stycznia 1908. W dniach 15–17 lipca 1903 ks. Walenty Gadowski oznakował pierwszy odcinek Orlej Perci, rozpoczynając pracę od Wodogrzmotów Mickiewicza i idąc przez Polanę pod Wołoszynem i grzbiet Wołoszyna na Krzyżne. Odcinek ten został zamknięty w 1956, a teren objęto ścisłym rezerwatem przyrody.
Z Wołoszynem związane jest podanie o smoku Wołoszynie, będące być może echem dawnego kultu Welesa. Góra miała wyrosnąć w miejscu, w którym olbrzymi gad zakończył swoje życie. Góralskie legendy wspominają także o skarbach znajdujących się w rejonie Szczot. Stanisław Zieliński w szkicach W stronę Pysznej opisuje opowieści funkcjonujące wśród turystów o obozowisku młodych ludzi ukrywających się ze względów politycznych na początku lat 20. XX wieku w urwiskach Wołoszyna.